# Harry Najaraly Hajary
Harry Najaraly/Najaralie Hajary (Nieuw-Nickerie, 20 oktober 1892 – Paramaribo, 30 juli 1959) was een Surinaams politicus.
Hajary was een zoon van Indiase emigranten. Hij was 15 jaar toen hij eind 1907 als hulpkracht ging werken bij het Immigratiekantoor. Ruim vijf jaar later volgde promotie tot klerk en vanaf 1920 was hij als adjunct-commies werkzaam bij het Departement van Financiën. In 1927 werd hij daar commies en vanaf 1931 was hij afdelingshoofd bij dat departement (eerst Comptabiliteit, later Algemene Zaken en daarna weer Comptabiliteit). In april 1948 trad Hajary toe tot het 'College van Bijstand', later het College van Algemeen Bestuur (CAB; voorloper regeringsraad), met in zijn portefeuille Sociale Zaken en Immigratie en Volksgezondheid. In 1949 trad het kabinet onder leiding van J.C. de Miranda aan waarmee een einde kwam aan zijn politieke loopbaan. In 1955 werd Hajary docent comptabiliteit bij de Surinaamse Rechtsschool. Midden 1959 overleed hij op 66-jarige leeftijd.
Zijn dochter Majoie Hajary was componiste en pianiste.